# Etamiphylline
Etamiphylline hoặc etamiphyllin (INN)  là một xanthine được sử dụng như một chất chống hen suyễn. Nó đã cho thấy tác dụng kém đến vắng mặt trong các thử nghiệm lâm sàng ở người.